# 100 gecs
100 gecs (pronúncia em inglês: one hundred gecs; /ˈwʌn ˈhʌndrəd ˈɡɛks/) é uma dupla musical estadunidense de hyperpop formada por Dylan Brady e Laura Les em 2015. Em 2019, eles lançaram seu álbum de estreia, 1000 gecs, com aclamação da crítica, seguido por um álbum de remixes "companheiro", 1000 gecs and the Tree of Clues, em julho de 2020. Seu segundo álbum de estúdio, 10,000 gecs foi lançado em março de 2023. Sua música é conhecida por sua mistura frequentemente caótica de vários estilos, e foi descrita como exemplificante do gênero hyperpop.

## História

### 2015–2018: Formação e início
Les e Brady, que viviam a poucos quilômetros de distância em St. Louis (Brady em Kirkwood, Les em Webster Groves), se conheceram durante o ensino médio em um rodeio. No entanto, eles tiveram a ideia de colaborar pela primeira vez depois de se encontrarem novamente em uma festa em casa em 2012, da qual Les saiu mais cedo. No inverno de 2015, Les e Brady produziram música pela primeira vez juntos, gravando em Chicago e eventualmente lançando seu primeiro EP 100 gecs em 12 de julho de 2016. A origem do nome "100 gecs" é contestada, já que Brady e Les deram explicações variadas e contraditórias em entrevistas.

### 2019–2020:1000 gecse álbum deremixes
Apesar dos planos de gravar mais músicas, eles não conseguiram encontrar tempo suficiente até que realizassem um set de "breakout" no Festival do Fogo de 2019, no Minecraft. Após essa colaboração, eles continuaram a trabalhar nas músicas e lançaram seu álbum de estreia 1000 gecs em 31 de maio de 2019 com críticas positivas. De acordo com Will Pritchard da The Independent, o álbum ajudou a consolidar o eclético estilo "hyperpop" dos anos 2010, levando o gênero "a suas conclusões mais extremas e extremamente cativantes: batidas de trap de estádio processadas e distorcidas para quase destruição, vocais emo sobrescritas e cascatas de arpejos rave."
Em setembro de 2019, foi anunciado que 100 gecs e Slowthai apoiariam Brockhampton em sua Heaven Belongs to You Tour mais tarde naquele ano; 100 gecs também encabeçou seis shows adicionais em várias cidades ao longo da turnê. Em novembro de 2019, a dupla apareceu na série da web da Adult Swim FishCenter Live e executou as músicas "800db Cloud" e "Stupid Horse" na frente de uma tela verde de pano de fundo de um aquário. 100 gecs foram nomeados um "Artista que você precisa conhecer" pela Rolling Stone em 2019. Um crítico musical da New York Times, Jon Caramanica, chamou 1000 gecs de o melhor álbum de 2019, e foi classificado entre os melhores álbuns do ano pela Crack Magazine, Noisey, Paper, Pitchfork, e Stereogum. No final de 2019, Brady anunciou um álbum de remixes pela dupla, provisoriamente intitulado 1000 gecs & th3 phant0m m3nac3 e definido para apresentar artistas como A. G. Cook e Injury Reserve. O álbum foi posteriormente renomeado para 1000 gecs and the Tree of Clues, ao qual Les se referiu como "um companheiro do original". Tree of Clues foi lançado em 10 de julho de 2020.
Vários singles foram lançados antes do álbum. O remix de A. G. Cook de "Money Machine" foi lançado em outubro de 2019, seguido pelo remix de Injury Reserve de "745 Sticky" em novembro de 2019. "Ringtone (Remix)", apresentando Charli XCX, Rico Nasty e Kero Kero Bonito, foi lançado em fevereiro de 2020. 100 gecs assinou com a Atlantic Records em 2020. Brady disse à NME que eles estão "tentando ser realmente grandes — tentando ser tão grandes quanto Ed Sheeran", enquanto Les disse que a Atlantic "encaixava bem [...] [t]em tantas coisas que eles poderiam nos ajudar a realizar". Em outubro de 2020, 100 gecs iniciou uma residência artística no Clive Davis Institute of Recorded Music da New York University. Antes da pandemia do COVID-19, eles estavam programados para se apresentar no Coachella em abril de 2020. 100 gecs foi a atração principal de outro festival de Minecraft, Square Garden, em abril de 2020, junto com os artistas musicais Charli XCX, Kero Kero Bonito, Dorian Electra e Cashmere Cat. Em junho de 2020, eles declararam em uma entrevista para "The Forty Five" que esperavam fornecer a trilha sonora de um filme da Disney. Em agosto de 2020, foi anunciado que 100 gecs se apresentaria no Reading and Leeds Festivals em agosto de 2021. Em 15 de novembro de 2020, eles lançaram o single "Lonely Machines" com a banda estadunidense 3OH!3. They followed this up with the Christmas song "Sympathy 4 the Grinch".
Brady produziu várias faixas para Rico Nasty em 2020, como "iPhone" em agosto e "OHFR?" em novembro, ambas sendo singles de seu álbum de estreia Nightmare Vacation (2020). Nightmare Vacation (2020). A produção de outras duas faixas no álbum também foi creditada a ambos Brady e Les, coletivamente sob o nome "100 gecs".

### 2021: 10,000 gecs Tour
Em julho de 2021, a dupla anunciou a 10,000 gecs Tour, com shows na América do Norte acontecendo de outubro a dezembro. Essa etapa começou em 8 de outubro no Fox Theatre em Oakland, Califórnia, e terminou em 9 de dezembro, na casa de shows Terminal 5 em Nova Iorque, wque também foi transmitido no serviço de streaming ao vivo Twitch. Dentre os atos de abertura estavam Tony Velour, Underscores, Aaron Cartier, e Alice Gas. Quatro dias após o início da turnê, mais datas foram anunciadas para a etapa europeia, originalmente programada para começar em Moscou em janeiro e encerrar em Londres em fevereiro, mas estas foram adiadas até agosto e setembro. Várias escalações de festivais de música de 2022 com 100 gecs foram anunciadas no final de 2021 e em 2022, como o BUKU, que aconteceria em Nova Orleans em março; Ceremonia em Cidade do México em abril; Coachella em Indio, Califórnia em abril; Forecastle em Louisville em maio; Governors Ball em Queens, Nova Iorque em junho (depois de sair do festival no ano anterior); Bonnaroo em Manchester, Tennessee em junho, e Lollapalooza em Chicago em agosto. Eles iniciaram sua turnê pela Europa com um show em Vega, Copenhagen em 11 de agosto de 2022, e fecharam no SWG3 em Glasgow em 5 de setembro.

### 2021–presente:10,000 gecs

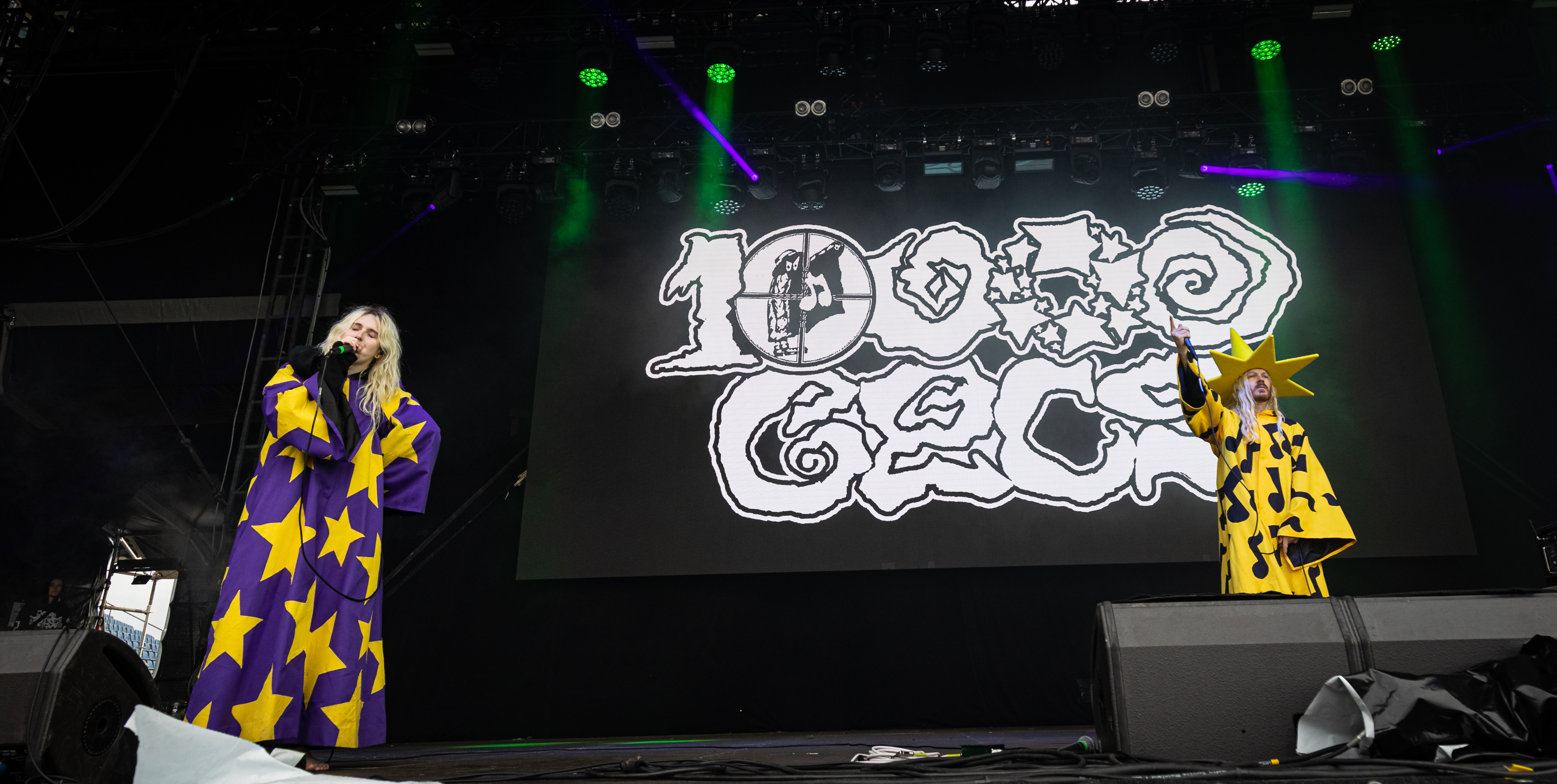
100 gecs ao vivo no Rock am Ring 2022

No início de 2021, o grupo lançou um remix de "One Step Closer" do Linkin Park para comemorar o 20.º aniversário do álbum de estreia de Linkin Park, Hybrid Theory. Depois disso, Les e Brady embarcaram em projetos independentes, com a primeira lançando seu primeiro single solo "Haunted" em março, e o último lançando o álbum de estreia de sua banda Cake Pop, Cake Pop 2, em abril.
Em 6 de setembro, 100 gecs anunciou seu segundo álbum de estúdio, 10,000 gecs. De acordo com Steven Horowitz da Pitchfork, o álbum teria um som mais mainstream e "maduro" do que seus trabalhos anteriores, e contaria com músicas onde Les é ouvida sem o autotune característico da dupla. Em 19 de novembro, 100 gecs lançaram o primeiro single do álbum, "MeMeMe", durante sua turnê, com um videoclipe caleidoscópico apresentando o par dançando em vestes de bruxo. Essas vestes foram criadas por Elly Golterman e usadas durante suas turnês em 2021 e 2022.
Em 12 de abril de 2022, 100 gecs lançou "Doritos & Fritos" como o segundo single de 10,000 gecs, junto com um visualizador. A música marca um desvio de seu som estabelecido, carregando mais características de rock alternativo do que hyperpop. Um videoclipe para a faixa foi lançado em 16 de maio de 2022, apresentando a dupla voando por um deserto enquanto o noticiário relata suas ações, além de uma participação especial de um imitador de Danny Devito.
Em 2 de dezembro de 2022, 100 gecs lançou seu segundo EP, Snake Eyes, junto com um visualizador na faixa "Torture Me" com Skrillex. Também anunciaram que 10,000 gecs seria lançado em 17 de março de 2023. Eles lançaram a música "Hollywood Baby" em 16 de fevereiro de 2023, junto com um videoclipe, como terceiro single do álbum, para o qual eles também revelaram uma lista de faixas no mesmo dia.
Em janeiro de 2023, 100 gecs anunciaram a 10000 gecs Tour 2, com datas na América do Norte de janeiro a maio, apresentando Machine Girl como banda de abertura.
Após vários atrasos, 10,000 gecs foi lançado em 17 de março de 2023, junto com o videoclipe do single final do álbum "Dumbest Girl Alive", com críticas positivas. Julianne Escobedo Shepherd da Pitchfork descreve o projeto como "uma reavaliação dos gêneros de rock mais desclassificados e idiotas que agitaram os anos 2000", mais notavelmente com singles como "Doritos & Fritos" e "Hollywood Baby". Mosi Reeves da Rolling Stone comenta que o projeto mostra que "100 gecs não perdeu o senso de alegria, mesmo enquanto codifica suas inovações em algo semelhante à normalidade".

### Comunidade
Após o sucesso do grupo, o pinheiro retratado nas capas de 1000 gecs e Tree of Clues tornou-se popular entre os fãs. Logo, a "árvore do 100 gecs" foi encontrada, revelada estar localizada em um parque de escritórios de propriedade da Acuity Brands em Des Plaines próximo ao Aeroporto Internacional O'Hare. Fãs de 100 gecs começaram a fazer "peregrinações" à árvore e a deixar itens para trás. Em um artigo da Chicago Tribune, a árvore e sua fama foram comparadas à casa na capa de American Football (1999) da banda de mesmo nome, localizada em Urbana. O videoclipe de "Money Machine" foi filmado no mesmo escritório antes de a foto ser tirada.

## Estilo de produção e influências
A dupla trabalha nas faixas enviando arquivos de projeto Logic Pro entre os dois, iterando canções toda vez; Les chamou o processo de "uma espécie de um cadáver requintado". Sua música foi chamada de um "ataque anárquico aos ouvidos" que "[puxa] tropos pop convencionais em todas as direções possíveis", bem como "pop maximalista e abrasivo" com "elementos de pop punk, nightcore, ska, dubstep, Deconstructed club, trance, metal e happy hardcore, tudo jogado em um grande liquidificador da internet" resultando em "canções [que] mudam de marcha dezenas de vezes, de uma forma que lembra [...] Kid606, ou Venetian Snares", também ganhando comparações com a gravadora PC Music e a banda Sleigh Bells. Les explicou que a "fusão de gêneros" é "mais natural do que as pessoas pensam", acrescentando que o grupo "não esperava que [1000 gecs] ressoasse tanto com as pessoas".
Brady disse que o estilo de 100 gecs é influenciado por Breathe Carolina, John Zorn, e I See Stars, entre outros. Les chama seu processo musical de "[q]uase uma mentalidade de improvisação" e disse que "tentam se divertir e escrever músicas que gostaríamos de ouvir", e disse que "tentam se divertir e escrever músicas que gostaríamos de ouvir". Les se interessou por fazer música quando adolescente, época em que ganhou seu primeiro violão; ela  disse que "meio que sempre quis ser uma compositora" e "adoro qualquer coisa com uma melodia cativante". Ela citou Naked City, Playboi Carti, 3OH!3, Cannibal Corpse, e vários artistas da PC Music como influências. Ambos foram fortemente inspirados pela canção de Skrillex "Scary Monsters and Nice Sprites".

## Membros e trabalho solo

### Dylan Brady
Brady se interessou por música depois de fazer parte de seu colégio de coral e estudou engenharia de áudio na faculdade por três anos antes de se mudar para Fashion District em Los Angeles. Além disso, ele produz e grava músicas em seu nome. Em 2019, Brady co-produziu a música "Click" do álbum de Charli XCX Charli  2019) — Charli XCX explicou que ouviu falar de Brady por meio de seus fãs e "[ouve 100 gecs] constantemente agora".
| Álbuns de estúdio - All I Ever Wanted (2015) - This Car Needs Some Wheels (2019) (com Josh Pan) | Extended plays - Saxophone Joe (2014) - Choker (2016) - Sinses (2017) (com BLOOM) - Dog Show (2017) - Peace & Love (2018) |

### Laura Les
Les citou ser transgênera como uma contribuição para sua exploração de diferentes estilos de canto, incluindo vocais "nightcore" intensas, que ela agora usa quase exclusivamente em sua música. Em Chicago, ela trabalhou em um "cruzamento entre uma cafeteria e um restaurante empanada" e estudou engenharia acústica antes de mudar para engenharia no colégio; ela disse: "Vou apenas fazer [música] e estudar outra coisa". Em 2020, ela vivia em Chicaco com seu marido Gabriel.
Les agora lança músicas com seu próprio nome. No entanto, ela anteriormente lançou música sob o nome "osno1". Em março de 2021, ela lançou seu primeiro single solo, "Haunted".
| Extended plays - Hello Kitty Skates to the Fuckin Cemetary (2016) - I Just Don't Wanna Name It Anything with "Beach" in the Title (2017) - Big Summer Jams 2018 (2018) | Álbuns de compilação - Remixes 2017 (2017) - Lethal Poison for the System (2017) (com 99jakes e Black Dresses) |

## Discografia
- 1000 gecs (2019)
- 10,000 gecs (2023)